# خوسيه أكوستا
خوسيه أكوستا هو لاعب كرة قاعدة كوبي، ولد في 4 مارس 1891 في هافانا في كوبا، وتوفي بنفس المكان في 16 نوفمبر 1977.

## وصلات خارجية
- خوسيه أكوستا على موقعبيزبول رفرنس.كوم (الدوري الرئيسي) (الإنجليزية)
- خوسيه أكوستا على موقعبيزبول رفرنس.كوم (الدوري الثانوي) (الإنجليزية)
- خوسيه أكوستا على موقع إي إس بي إن.كوم (أم.أل.بي) (الإنجليزية)
- خوسيه أكوستا على موقع مشجعي الرسوم البيانية (الإنجليزية)